# (32387) D'Egidio
2000 QR193 (asteroide 32387) é um asteroide da cintura principal. Possui uma excentricidade de 0.12863540 e uma inclinação de 5.92513º.
Este asteroide foi descoberto no dia 29 de agosto de 2000 por LINEAR em Socorro.